# ایو، اهیمه
۳۳°۴۵′ شمالی ۱۳۲°۴۲′ شرقی / ۳۳٫۷۵۰°شمالی ۱۳۲٫۷۰۰°شرقی
ایو در استان اهیمه در کشور ژاپن واقع شده‌است  که دارای جمعیت ۳۸٬۸۹۰ نفر و مساحت ۱۹۴٫۴۷ کیلومتر مربع با تراکم جمعیت ۲۰۰  نفر در کیلومترمربع است و در تاریخ ۱ آوریل ۲۰۰۵ به عنوان شهر شناخته شد.